# Sinnamon Love

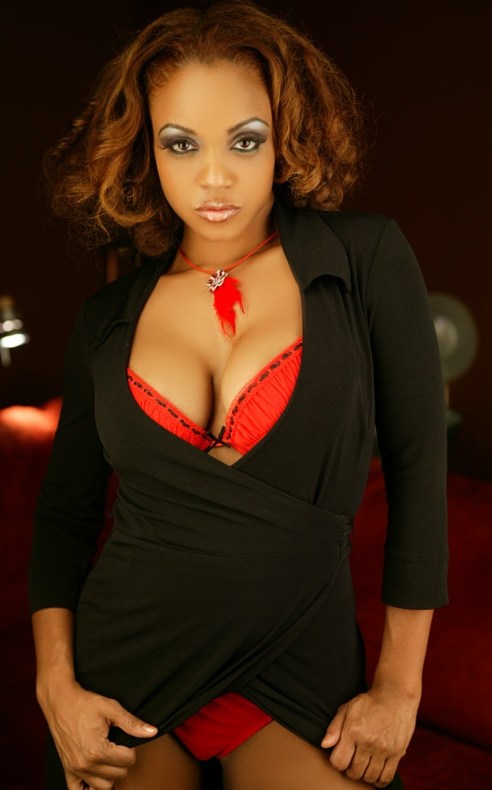
Sinnamon Love (2007)

Sinnamon Love (* 31. Dezember 1973 als Kamilah Rouse in Flint, Michigan) ist eine US-amerikanische Pornodarstellerin, Fetisch- und Glamourmodel.

## Leben
Sinnamon Love begann ihre Karriere 1993 im Alter von 20 Jahren. Laut IAFD hat sie seitdem in 233 Filmen mitgespielt. Sie war Regisseurin des Films My Black Ass 4, welcher im Jahr 2001 zwei AVN-Award-Nominierungen erhielt.
Love heiratete, als sie aufs Santa Monica College ging, später wurde sie geschieden und war alleinerziehende Mutter zweier Kinder. Sie überlebte den Kampf gegen ein Ovarialkarzinom, verlor dabei aber einen Eierstock.
Im Jahr 2011 wurde sie für ihre Leistungen in der Pornobranche in die AVN Hall of Fame aufgenommen. Außerdem ist sie Mitglied der Urban X Awards Hall of Fame.

## Filmografie (Auswahl)
- 1994: Brooklyn Nights
- 2005: Phatty Girls 6
- 2007: M.I.L.F. Chocolate
- 2007: Big Black Wet Asses 6
- 2008: Chemistry 4
- 2010: Official Prince of Bel Air Parody

## Auszeichnungen
- 2009: Urban X Awards Hall of Fame
- 2011: AVN Hall of Fame